# Junge-Freiheit-Urteil

Logo auf den Entscheidungen des Verfassungsgerichts

Als Junge-Freiheit-Urteil bezeichnet man in der deutschen Rechtswissenschaft den Beschluss des Bundesverfassungsgerichtes (BVerfG) vom 24. Mai 2005 (Az. 1 BvR 1072/01, BVerfGE 113, 63). Das Bundesverfassungsgericht stellte im Rechtsstreit zwischen der Wochenzeitung Junge Freiheit und dem Land Nordrhein-Westfalen fest, dass die Erwähnung der Jungen Freiheit als rechtsextreme Publikation im Verfassungsschutzbericht des Landes Nordrhein-Westfalen eine unzulässige Einschränkung der Pressefreiheit darstellt.
Die Sache wurde an das Verwaltungsgericht Düsseldorf zurückverwiesen und endete dort am 23. Juni 2006 durch Vergleich zwischen den Parteien. „Übereinstimmend sah man keinen Bedarf, mehr als zehn Jahre alte Ausführungen des Verfassungsschutzes NRW zur JF an den aktuell vom Bundesverfassungsgericht aufgestellten Maßstäben zu messen.“ Der Prozessbevollmächtigte der Jungen Freiheit, Alexander von Stahl, begrüßte es, „dass die Behörde mit dem Vergleich nun ausdrücklich bestätigt, sich künftig strikt an Geist und Inhalt (‚Maßgaben‘) des höchstrichterlichen Spruchs halten zu wollen.“

## Sachverhalt
In den Verfassungsschutzberichten wurde die Junge Freiheit im Rahmen der Berichterstattung über rechtsextremistische Bestrebungen ausführlich behandelt. Die in ihr veröffentlichten Beiträge enthielten nach Einschätzung des Landes Anhaltspunkte für den Verdacht verfassungsfeindlicher Bestrebungen.
Die Junge Freiheit klagte vor dem Verwaltungsgericht Düsseldorf gegen das Land Nordrhein-Westfalen unter anderem auf Unterlassung der Verbreitung der Verfassungsschutzberichte, wenn nicht die Passagen über die Junge Freiheit entfernt würden, auf Feststellung, dass das Land nicht befugt sei, die Junge Freiheit in die Rubrik „Rechtsextremismus“ einzuordnen, solange es nur Anhaltspunkte für einen Verdacht habe. Das VG Düsseldorf wies die Klage am 14. Februar 1997 per Urteil ab. Den Antrag auf Zulassung der Berufung wies das Oberverwaltungsgericht für das Land Nordrhein-Westfalen mit Beschluss vom 22. Mai 2001 ab.
Das daraufhin angerufene Bundesverfassungsgericht hob diese Entscheidungen mit Beschluss vom 24. Mai 2005 auf und wies die Sache an das Verwaltungsgericht Düsseldorf zurück. Der „Junge Freiheit Verlag GmbH & Co.“ wurde für diese Verfassungsbeschwerde von dem früheren Generalbundesanwalt Alexander von Stahl vertreten.

## Bedeutung des Urteils
Mit diesem Urteil bestätigte das BVerfG frühere Aussagen zur Pressefreiheit. Die Aufnahme eines Presseorgans in die Rubrik „Rechtsextremismus“ eines Verfassungsschutzberichtes bedeutet einen staatlichen Eingriff, der einer Rechtfertigung bedarf. Ein auf einzelne Artikel gestützter Verdacht reicht dazu nicht aus. Einzelne Meinungsäußerungen, etwa in einer speziellen Rubrik „Markt der Meinungen“, die je für sich als verfassungsfeindlich angesehen werden, können nicht in allen Fällen der Zeitung zugerechnet werden. Dieser „Markt der Meinungen“ muss nicht das gesamte politische Spektrum beinhalten. Die presserechtliche Verantwortung der Zeitung führt nicht automatisch zu einer publizistischen Zurechnung der in der Zeitung geäußerten Meinungen. Der bloße Verdacht der rechtsextremistischen Ausrichtung darf nicht mit erwiesenen rechtsextremistischen Bestrebungen in derselben Sparte des Verfassungsschutzberichtes aufgeführt werden.

## Aus den Gründen
„Die Veröffentlichung verletzt die Junge Freiheit in ihrem Grundrecht auf Pressefreiheit aus Art. 5 Abs. 1 Satz 2 GG. Das Grundrecht sichert die Freiheit der Herstellung und Verbreitung von Druckerzeugnissen und damit das Kommunikationsmedium Presse. […]
Gegenstand der Verfassungsschutzberichte ist der Hinweis auf den Verdacht, dass die Junge Freiheit bestrebt sei, mit Hilfe der Zeitung die freiheitliche demokratische Grundordnung in Bund und Ländern zu beseitigen. Die Verfassungsschutzberichte greifen zum Beleg einzelne Artikel aus der Jungen Freiheit heraus, um auf dieser Grundlage ein Gesamturteil über die Zeitung und die hinter ihr stehende Gruppierung zu begründen. […]
Aufgabe der Presse ist es, umfassende Information zu ermöglichen, die Vielfalt der bestehenden Meinungen wiederzugeben und selbst Meinungen zu bilden und zu vertreten. Dies setzt ihre Unabhängigkeit vom Staat voraus. Die Pressefreiheit schützt die Grundrechtsträger daher vor Einflussnahmen des Staates auf die mit Hilfe der Presse verbreiteten Informationen, insbesondere vor negativen oder positiven Sanktionen, die an Inhalt und Gestaltung des Presseerzeugnisses anknüpfen. […]
Der Verfassungsschutzbericht ist kein beliebiges Erzeugnis staatlicher Öffentlichkeitsarbeit. Er zielt auf die Abwehr besonderer Gefahren (§ 1 VSG NRW) und stammt von einer darauf spezialisierten und mit besonderen Befugnissen (vgl. §§ 5 ff. VSG NRW), darunter der Rechtsmacht zum Einsatz nachrichtendienstlicher Mittel, arbeitenden Stelle. […]
Der Verlag und die Redaktion der Jungen Freiheit werden durch die Erwähnung in den Verfassungsschutzberichten zwar nicht daran gehindert, die Zeitung weiter herzustellen und zu vertreiben sowie auch zukünftig Artikel wie die beanstandeten abzudrucken. Ihre Wirkungsmöglichkeiten werden jedoch durch den Verfassungsschutzbericht nachteilig beeinflusst. Potenzielle Leser können davon abgehalten werden, die Zeitung zu erwerben und zu lesen, und es ist nicht unwahrscheinlich, dass etwa Inserenten, Journalisten oder Leserbriefschreiber die Erwähnung im Verfassungsschutzbericht zum Anlass nehmen, sich von der Zeitung abzuwenden oder sie zu boykottieren. Eine solche mittelbare Wirkung der Verfassungsschutzberichte kommt einem Eingriff in das Kommunikationsgrundrecht gleich. […]
Der Schutzgehalt der Kommunikationsgrundrechte kann Auswirkungen sowohl auf die Anforderungen an die Feststellung von Bestrebungen oder eines entsprechenden Verdachts als auch auf die rechtliche Bewertung der ergriffenen Maßnahme haben, insbesondere im Hinblick auf ihre Angemessenheit. […]
Dementsprechend reicht die bloße Kritik an Verfassungswerten nicht als Anlass aus, um eine verfassungsfeindliche Bestrebung im Sinne des § 15 Abs. 2 in Verbindung mit § 3 Abs. 3 VSG NRW zu bejahen oder allein deshalb die negative Sanktion einer Veröffentlichung in den Verfassungsschutzberichten zu ergreifen. (…)
Es bedarf daher besonderer Anhaltspunkte, warum aus den Artikeln von Dritten, die der Redaktion nicht angehören, entsprechende Bestrebungen von Verlag und Redaktion abgeleitet werden können. Dies kann der Fall sein, wenn durch die redaktionelle Auswahl der von Dritten geschriebenen Veröffentlichungen verfassungsfeindliche Bestrebungen von Verlag und Redaktion zum Ausdruck kommen. […]
Bei der Bewertung ist allerdings zu berücksichtigen, dass Zeitungen sich üblicherweise nicht alle veröffentlichten Inhalte zu Eigen machen, auch wenn sie sich nicht jeweils ausdrücklich von ihnen distanzieren. […]
Von der Pressefreiheit ist auch die Entscheidung erfasst, ein Forum nur für ein bestimmtes politisches Spektrum bieten zu wollen, dort aber den Autoren große Freiräume zu gewähren und sich in der Folge nicht mit allen einzelnen Veröffentlichungen zu identifizieren. Die Junge Freiheit ist nach eigener Einschätzung rechtskonservativ, veröffentlicht aber im rechten Spektrum Artikel höchst unterschiedlicher Autoren mit unterschiedlichen Anliegen. Darunter sind zum Teil auch Artikel von prominenten konservativen Politikern und Schriftstellern, die nicht im Verdacht verfassungsfeindlicher Bestrebungen stehen. Es bedürfte also besonderer Anhaltspunkte dafür, warum die Redaktion sich nicht mit diesen Artikeln, wohl aber mit den von den Gerichten herangezogenen Beiträgen identifiziert, oder aber dafür, dass sie sich dieses Spektrums von Meinungen nur bedient, um in einem solchen Umfeld verfassungsfeindliche Beiträge
plazieren [sic!]
und der Öffentlichkeit besser vermitteln zu können. […]
Obwohl die Behörde nur von tatsächlichen Anhaltspunkten für einen Verdacht ausgegangen ist, hat sie die Beschwerdeführerin unter den Überschriften „Rechtsextremismus“, „Rechtsextremistische Publikationen, Verlage, Vertriebe, Medien“ beziehungsweise „Rechtsextremistische Organisationen, Gruppierungen und Strömungen“ ohne jede Differenzierung in der Gliederung oder in den Überschriften des Berichts auf die gleiche Stufe gestellt wie Gruppen, für die sie verfassungsfeindliche Bestrebungen festgestellt hat. […]
Auch ist zu berücksichtigen, dass die Medien bei ihrer Berichterstattung über verfassungsfeindliche Bestrebungen im Text enthaltene Nuancierungen üblicherweise nicht wiederzugeben pflegen, sondern alle im Verfassungsschutzbericht in der gleichen Rubrik aufgeführten Organisationen auf eine Stufe stellen.“

## Reaktion des Verfassungsschutzes NRW auf das Urteil
Die Behörde ging nach dem Urteil zunächst weiterhin davon aus, dass es rechtmäßig gewesen sei, über die „Junge Freiheit“ zu berichten, da Anhaltspunkte für den Verdacht rechtsextremer Bestrebungen bestanden hätten. Man war zuversichtlich, vor dem Verwaltungsgericht, an das der Rechtsstreit vom BVerfG zur Entscheidung zurückverwiesen wurde, eindeutig belegen zu können, dass verfassungsfeindliche Positionen externer Autoren der „Jungen Freiheit“ zuzurechnen seien. Verfassungsschutzchef Hartwig Möller äußerte dazu in einer ersten Reaktion auf das Urteil:
„Wir werden weiterhin darauf aufmerksam machen, welche Gefahren der Demokratie durch den intellektuellen Rechtsextremisten  drohen. […] Die Pressefreiheit ist unbedingt zu schützen. An dieses Prinzip hält sich der Verfassungsschutz Nordrhein-Westfalen bei seinem gesetzlichen Auftrag, vor den Gefahren durch Extremisten aller Art zu warnen […] Die ‚Neue Rechte‘ verwischt die Trennungslinien zwischen demokratischem und rechtsextremistischen Spektrum. […] Hinter ihrem gemäßigten Duktus verbergen sich oft antidemokratische und fremdenfeindliche Konzepte. Dies zu enttarnen, bleibt eine der wichtigsten Aufgaben unseres Verfassungsschutzes.“
Nachdem der Rechtsstreit zwischen der Jungen Freiheit und dem Land Nordrhein-Westfalen mit einem Vergleich vor dem Verwaltungsgericht Düsseldorf beendet war, hat der Verfassungsschutz Nordrhein-Westfalen, ebenso wie das Landesamt für Verfassungsschutz Baden-Württemberg, das wegen der verfassungswidrigen Erwähnung der Jungen Freiheit in deren Berichten der Jahre 2001 bis 2004 ebenfalls verklagt worden war, die Junge Freiheit in keinem der folgenden Jahresberichte mehr erwähnt.